# 合田道人
合田 道人（ごうだ みちと、1961年12月13日 - ） は、北海道釧路市出身の日本の芸能タレント。
ミュージック・オフィス合田代表取締役社長、オフィスキコ、キタガワサウンズ代表取締役会長。日本歌手協会理事長、日本報道協会理事、日本音楽著作権協会正会員。父はノンフィクション作家の合田一道。

## 略歴・人物
- 1977年、渡辺プロダクション全国スカウトキャラバン北海道大会で、中学3年生で俳優としてスカウトされる。
- 1978年、札幌光星高等学校在学中、「長崎歌謡祭」北海道代表として出演し全国優勝した。「長崎歌謡祭」出身歌手の第一号である。レコードデビュー前の16歳から地元STVラジオで『青春二人三脚』『サンデージャンボスペシャル』などラジオのレギュラー番組でパーソナリティーを担当する。
- 1979年11月に渡辺プロダクションから、"第二の松山千春"として自作の「釧路にて（B面：白い朝）」でシンガーソングライターとしてデビュー。『8時だョ!全員集合』（TBS）などの番組に出演。
- 1980年札幌大学外国語学部ロシア語学科に入学し、年末に『新宿音楽祭』（文化放送）『横浜音楽祭』（ラジオ関東）などで新人賞を受賞した。入学直後にシングル「夏の雲（B面：アルバイト・ニュースから）」、1982年には「そうして…あなたと」（B面：まりも抄）などを発売したが、「釧路にて」のヒットを上回ることはなく、1984年札幌大学を卒業後上京して裏方で孜める。「ミュージック・オフィス合田」を設立して代表取締役社長となり、新人歌手養成やソングライターとして活動。司会者、プロデューサー、構成作家など活動し、歌手協会の最年少理事となる。「歌謡祭」や2000年ちあきなおみCD-BOX『ねえ、あんた』で企画と解説を手がける。以後CD解説、新聞、雑誌で執筆なども手がける。
- 2002年に『案外知らずに歌ってた　童謡の謎』を発売し、2014年『伝え残したい童謡の謎ベストセレクション』まで11作。
- 童謡のうんちく博士として『徹子の部屋』『シルシルミシル』（ともにテレビ朝日）などに出演し、歌手として「童謡ノヒミツ」「童謡なぞなぞ」などCDを発売、童謡に隠された真実を朗読しながら歌いNHKやテレビ東京などの歌番組に歌手として出演する。
- 各地で童謡コンサートや講演を年間50回以上、2004年『怪物番組 紅白歌合戦の真実』、2010年『あなたの街のご当地ソング ザ・ベストテン!』発売。
- 2004年から『東京新聞』、『北海道新聞』、『中日新聞』などで「童謡の風景」を連載して書籍化される。
- 2008年7月18から20日まで芸能生活30周年記念公演、「童謡の謎」をピアニスト小原孝を迎えて3日間3公演を開催。
- 2009年11月30日に芸能生活30周年記念公演を名古屋中日劇場で開催。
- 2010年9月9日にデビュー30周年記念「あの日の歌景色」を道新ホールで開催。
- 2010年発売の「女の歌」は一青窈の作詞に曲を施し伊藤咲子が歌唱、伊藤の「ラスト・メール」、倍賞千恵子「お月様と影ぼうし」、クミコ「誰のための愛」、弘田三枝子「悲しい恋をしてきたの」などの作曲を担当する。
- 芸能事務所に菅原洋一、伊藤咲子、妻吹俊哉らが所属し、GODAグループに園まり、大場久美子らがいる。
- 2012年11月にNHK BSプレミアムで『日本歌手協会創立50周年記念』特別番組の構成。司会を倍賞千恵子とともにつとめる。自身の朗読による「しゃぼん玉」歌唱。
- 2013年5月22日にデビュー35周年記念アルバム『合田道人全曲集』を徳間ジャパンコミュニケーションズより発売。
- 2013年9月『全然、知らずにお参りしてた神社の謎』、2014年9月『さらにパワーをいただける 神社の謎』、2015年10月「神話をひも解きながらめぐる 神社の旅」など発売。
- 2013年12月にNHK BSで特別番組『歌謡祭』構成。司会を中村メイコとともにつとめる。「雨降りお月」「君恋し」歌唱。
- 2014年9月、三浦綾子作詞の「お月様と影ぼうし」を作曲、倍賞千恵子の歌唱でNHK「みんなのうた」で紹介され、徳間ジャパンコミュニケーションズより発売。
- 2015年1月2日にBSジャパン正月特別番組『新春歌謡祭』で8時間放送の構成司会を担当する。倍賞千恵子の朗読による「しゃぼん玉」を歌唱。
- 2015年4月18日になかのZEROホールで童謡から演歌まで3時間のショーを開催する。
- 2015年7月に戦後70年として『本当は戦争の歌だった　童謡の謎』の文庫本を発売。同時にキングレコードから『本当は戦争の歌だった童謡』を発売。収録曲の『里の秋〜「星月夜」入り〜』をテレビ東京恒例の『夏祭りにっぽんの歌』で披露。
- 2015年7月15日、BSジャパン『武田鉄矢の昭和は輝いていた』で童謡を説明。その後、コミックソング、ご当地ソングなどのコメンテーターとして出演。
- 2015年12月、詩人野口雨情没後70年記念番組、NHK『冬のおくりもの』で司会、「しゃぼん玉」「船頭小唄」を歌唱。
- 2016年1月2日にBSジャパン正月特別番組『新春歌謡祭』で8時間放送の構成司会を2年連続務める。芳村真理は27年ぶりで歌番組の司会をつとめる。
- 2016年6月と7月に明治神宮崇敬会70周年記念式典の歌謡ショーで構成司会を担当。八代亜紀らと共演し、3日間合計約28000人の観客の前でショーを披露。

## 著書
- 『案外、知らずに歌ってた童謡の謎』（祥伝社、2002.2）
- 『歌になった「にっぽん昔話・伝説」の謎』（幻冬舎、2002.10）
- 『こんなに深い意味だった童謡の謎 3』（祥伝社、2002.11）
- 『こんなに不思議、こんなに哀しい童謡の謎 2』（祥伝社、2002.6）
- 『童謡の秘密 知ってるようで知らなかった』（祥伝社、2003.6）
- 『案外、知らずに歌ってた童謡の謎 2』（祥伝社、2004.4）
- 『童謡なぞとき　こんなに深い意味だった』（祥伝社、2004.10）
- 『「怪物番組」紅白歌合戦の真実』（幻冬舎、2004.11）
- 『本当は戦争の歌だった童謡の謎』（祥伝社、2005.7）
- 『日本人が知らない外国生まれの童謡の謎』（祥伝社、2006.11）
- 『童謡の風景 1-3』村上保 絵（中日新聞社、2008.10）
- 『みんなで歌おう 童謡・愛唱歌 1-3』村上保 絵（中国新聞社／高知新聞社／徳島新聞社／宮崎日日新聞社、2008.10）
- 『あなたの街のご当地ソングザ・ベストテン! うたで旅する都道府県・音楽紀行』（全音楽譜出版社、2010.3）
- 『童謡の玉手箱』村上保 絵（神戸新聞社、2011.4）
- 『紅白歌合戦の舞台裏』（全音楽譜出版社、2012.12）
- 『全然、知らずにお参りしてた神社の謎』（祥伝社黄金文庫、2013.9）
- 『伝え残したい童謡の謎ベストセレクション』（祥伝社、2014.2）
- 『さらにパワーをいただける神社の謎』（祥伝社黄金文庫、2014.9）
- 『本当は戦争の歌だった　童謡の謎』（祥伝社黄金文庫、2015.7）
- 『神話をひも解きながらめぐる　神社の旅』（祥伝社黄金文庫、2015.9）

## 出演
- 昭和歌謡ショー（NHKラジオ第1放送、不定期コメンテーター）
- 合田道人の歌はともだち！（STVラジオ他14局ネット）
- 懐かしの昭和メロディー（テレビ東京）ゲスト出演
- 新春歌謡祭（BSジャパン）司会（2015年1月2日,2016年1月2日放送分）
- 木曜8時のコンサート夏まつりにっぽんの歌（テレビ東京）（2015年8月20日放送分）
- 武田鉄矢の昭和は輝いていた（BSジャパン）（2015年7月15日ほか）
- 武内陶子のごごカフェ（NHKラジオ第１放送、不定期ゲスト）
- 徳光和夫 とくモリ!歌謡サタデー（ニッポン放送）（2025年3月15日）
- 土曜朝6時 木梨の会。（TBSラジオ）（2025年6月7日）